# Port lotniczy Momote
Port lotniczy Momote (IATA: MAS, ICAO: AYMO) – port lotniczy zlokalizowany na wyspie Los Negros, w Papui-Nowej Gwinei.